# 하다 게이스케 (축구 선수)
하다 게이스케(일본어: 羽田 敬介, 1978년 2월 20일 ~ )는 일본의 전 축구 선수이다.

## 구단 경력
과거 시미즈 에스펄스, 세레소 오사카, 에히메 FC에서 활동하였다.